# Challenger de Montevideo 2010
El Challenger de Montevideo 2010 fue un torneo de tenis profesional que se jugó en pistas de tierra batida. Se trató de la 6.ª edición del torneo que forma parte del ATP Challenger Tour 2010. Tuvo lugar en Montevideo, Uruguay entre el 27 de septiembre y el 3 de octubre.

## Jugadores participantes del cuadro de individuales

### Cabezas de serie
| Nacionalidad         | Jugador            | Ranking* | Favorito |
| -------------------- | ------------------ | -------- | -------- |
| Bandera de Uruguay   | Pablo Cuevas       | 70       | 1        |
| Bandera de Argentina | Brian Dabul        | 95       | 2        |
| Bandera de Argentina | Carlos Berlocq     | 98       | 3        |
| Bandera de Portugal  | Rui Machado        | 124      | 4        |
| Bandera de Chile     | Nicolás Massú      | 128      | 5        |
| Bandera de España    | Santiago Ventura   | 139      | 6        |
| Bandera de Argentina | Federico del Bonis | 148      | 7        |
| Bandera de Argentina | Diego Junqueira    | 189      | 8        |

- 1 Se ha tomado en cuenta el ranking del día 20 de septiembre de 2010.

### Otros participantes
Los siguientes jugadores ingresaron al cuadro principal invitados por la organización del torneo (WC):
- Ariel Behar
- Guilherme Clézar
- Martín Cuevas
- Agustín Velotti

Los siguientes jugadores ingresaron al cuadro principal tras participar en la fase clasificatoria (Q):
- Rafael Camilo
- Guillermo Durán
- Jonathan Gonzalia
- Agustín Picco

## Campeones

### Individual Masculino
- Máximo González derrotó en la final a  Pablo Cuevas, 1–6, 6–3, 6–4

### Dobles Masculino
- Carlos Berlocq /  Brian Dabul derrotaron en la final a  Máximo González /  Sebastián Prieto, 7–5, 6–3